# 敬昌
敬昌（19世纪？—20世纪？），字世五，满洲正白旗人，清末官员。

## 生平
一等子敬昌，为正白旗蒙古恒安佐领下人。咸丰五年年终承袭一等子。同治五年四月军政，赏二等侍卫。光绪元年七月，补授侍卫什长。光绪七年九月，补授侍卫班领。光绪十二年七月，补授头等侍卫续办事章京。光绪十五年庆典，赏戴花翎。光绪十八年，军政卓异，
奉旨记名。光绪二十年九月，奉旨补授镶黄旗蒙古副都统。光绪二十二年五月，奉旨调补镶白旗满洲副都统。光绪二十六牟六月，奉旨调补镶黄旗满洲副都统。光绪二十七年正月，奉管理圆明园八旗官兵事务大臣。光绪二十七年二月，奉旨补授正蓝旗护军统领。光绪三十三年十月，奉旨调补镶白旗满洲副都统。